# Молва (газета Электростали)
«Молва» — еженедельная газета городского округа Электросталь. Одно из старейших изданий Московской области, выпускается с 1929 года.

## История
Первый номер газеты в рабочем посёлке Затишье (ныне город Электросталь) вышел 6 ноября 1929 года под названием «Электростальские огни». Это было районное издание двух заводов — «Электросталь» и завода № 12.
4 апреля 1931 года газета получила название «Сталь» (орган ячеек ВКП(б), ВЛКСМ и завкома «Электростали»).
С 15 апреля 1931 года газета вновь сменила название и начала выходить под наименованием «Электросталь». Газета была органом парткома, завкома, управления завода «Электросталь».
В 1938 году, когда посёлок Затишье был преобразован в город, газета получила название «Большевик».
В 1952 году стала называться «Ленинское знамя».
В 1970 году была представлена на Выставке достижений народного хозяйства в числе лучших.
В республиканском конкурсе на лучшую городскую и районную газету «Ленинское знамя» получило первое место и диплом первой степени.
Имя «Молва» издание получило 1 декабря 1991 года.
На протяжении всего своего существования газета раскрывает события города и региона, проблемы и достижения электростальцев.
«Молва» была в числе самых первых газет, поднявших тему православия. Около 20 лет здесь выходила православная страница «Скрижали».
В издании широко представлены тематические страницы: «Дамские штучки», «Хот-дог», «Потребляй-ка», «Дежурная часть», «Овертайм», «Литературная страница», «Гонг» (в 2002 году его сменило молодёжное приложение «МИГ»).
На протяжении своего существования газета не раз менялась: из чёрно-белой превратилась в полноцветную. Менялся объём газеты — от двух до 16 страниц. Менялась периодичность выхода в печать (от трёх раз в неделю до одного). В августе 2021 года «Молва» выходила тиражом 15 000 экземпляров на восьми страницах.
Редакция газеты — постоянный участник конкурсов и проектов Союза журналистов: «Спортивное Подмосковье», «Точка. RU», «Медиа-неделя Подмосковья» и других. Инициирует собственные конкурсы и проекты, среди которых — «Бессмертный полк», "Читай с «Молвой» и другие.
Корреспонденты газеты — члены Союза журналистов России. Неоднократно награждались Почётными грамотами Государственной думы, Московской областной думы, Союза журналистов, знаками отличия администрации г.о. Электросталь.
В газете работали такие журналисты, как Владислав Васюхин, Елена Мунусова, Михаил Калакуцкий, Людмила Залавская, печатался член Союза писателей России Виктор Яковлевич Воробьёв.